# Hello Goodbye (配信ドラマ)
『Hello Goodbye』（ハロー グッバイ）は、2010年3月8日からauとLISMO Video Storeにて配信されたLISMOオリジナルドラマである。
毎週月曜配信、全5回。

## episode2

### 内容
『Hello Goodbye』は、LISMOオリジナルドラマ第11弾。高校生応援ドラマプロジェクト「Happy! School Days!」シリーズ第2弾。2010年3月1日 - 3月29日まで毎週月曜日に全5回配信。
誰もが特別な感情を抱く「卒業」をテーマに、2010年の高校生のリアルを描く。卒業を迎えた高校生たちの学校最後の思い出を描いた作品。

## 出演
- 岡田莉子 - 南沢奈央
- 村上航 - 賀来賢人
- 中西花乃 - 足立梨花
- 高城祐介 - 市川知宏
- 莉子の母 - ちはる

## スタッフ
- 脚本: オースミユーカ
- 演出: 三木孝浩

## 制作
- 企画/制作 ROBOT（episode1.2共通）
- 著作/制作 KDDI/ROBOT
- 制作協力 マッチポイント

## 主題歌
- Galileo Galilei「ハマナスの花」（episode1.2共通）

## ソフトウェア

### DVD
発売元はKDDI・ROBOT、販売元は東宝
- Happy! School Days!（1枚組、2010年12月23日発売）
  - episode1『卒業までにしたい3つのこと』本編
  - episode2『Heloo Goodbye』本編
    - 映像特典
      - メイキング1（episode1メイキングムービー）
      - メイキング2（episode2メイキングムービー）